# Пикетти, Тома
Тома́ Пикетти́ (фр. Thomas Piketty — tɔˈma pikɛˈti; род. 7 мая 1971 года, Клиши) — французский экономист, получивший известность благодаря исследованию причин и последствий неравенства доходов. Доктор, профессор Высшей школы социальных наук и Парижской школы экономики, иностранный член Американского философского общества (2015).
Автор бестселлера «Капитал в XXI веке», где рассматривается концентрация и распределение богатства в течение последних 250 лет. В книге утверждается, что скорость увеличения капитала в развитых странах стабильно больше, чем темп экономического роста, что это приводит к имущественному неравенству, которое лишь увеличивается со временем. Чтобы решить эту проблему, автор предлагает перераспределение через прогрессивный всемирный налог на имущество.

## Биография
Родился в парижском пригороде Клиши-ла-Гаренн. Получил степень бакалавра и в 18 лет поступил в Высшую нормальную школу, где изучал математику и экономику. В 22 года получил докторскую степень за диссертацию о перераспределении богатства, которую написал в EHESS и Лондонской школе экономики и политических наук, — отмеченную наградой французской экономической ассоциации как лучшая диссертация года.
После защиты диссертации с 1993 по 1995 годы в должности доцента преподаёт на кафедре экономики Массачусетского технологического института. В 1995 году начал сотрудничать с французским Национальным центром научных исследований в качестве исследователя. В 2000 году стал профессором (directeur d'études) в Высшей школе социальных наук.
В 2002 году получил «Приз лучшему молодому экономисту Франции». C ноября 2003 года член научного совета ассоциации фр. À gauche, en Europe, основанной Мишелем Рокаром и Домиником Стросс-Каном.
В 2006 году стал первым главой Парижской школы экономики, в создании которой принимал участие. Несколько месяцев во время президентской избирательной кампании работал в качестве экономического советника Сеголен Руаяль — кандидата от французской социалистической партии. В 2007 году возобновил преподавание в Высшей школе социальных наук и Парижской школе экономики.
Является обозревателем французской газеты Libération, иногда пишет для Le Monde.
В апреле 2012 года вместе с 42 коллегами подписал открытое письмо в поддержку Франсуа Олланда, который в мае одержал победу над Николя Саркози на президентских выборах.
В 2015 году Пикетти отказался от ордена Почётного легиона. Он считает, что правительству лучше заниматься ростом экономики, а не присуждать такие награды.
Автор множества статей, десятка книг. Публиковался в Quarterly Journal of Economics, Journal of Political Economy, American Economic Review, Review of Economic Studies.
Жена (с 2014) — французский экономист Julia Cagé.

## Исследования
Пикетти специализируется на вопросе экономического неравенства, применяя исторический и статистический подходы. В своих работах он рассматривает соотношение темпов накопления капитала и экономического роста на протяжении двухсот лет — с девятнадцатого века до наших дней. Его оригинальный подход к использованию налоговой статистики позволил собрать данные о высшем уровне экономической элиты, установить скорость накопления ими богатства и сопоставить это с остальной частью общества и экономики.
В своей последней книге «Капитал в XXI веке» Пикетти опираясь на экономические данные последних 250 лет делает вывод, что концентрация богатства постоянно повышается и не происходит самокоррекции. Чтобы решить эту проблему предлагается перераспределение через прогрессивный всеобщий налог на имущество.
Изучение долгосрочного экономического неравенства
Исследованию высоких доходов во Франции посвящена книга 2001 года Высокие доходы во Франции в 20-м веке (Les hauts revenus en France au XXe), которая была основана на рассмотрении статистических данных за весь XX век, сформированных по данным фискальных служб (в частности, по декларациям налога на прибыль). Он расширил этот анализ в своей ставшей чрезвычайно популярной книге «Капитал в XXI веке».
Изучение эволюции неравенства во Франции
Пикетти показывает, что во Франции различия в доходах резко снижаются в XX веке, в основном после Второй мировой войны. Он утверждает, что это связано с уменьшением имущественного неравенства, в то время как неравенство в заработной плате оставалось стабильным. Пикетти считает причиной сокращения неравенства в этот период очень прогрессивный подоходный налог, который нарушил динамику накопления имущества за счёт уменьшения количества денег, которые богатые могли направить на сбережение.
Пикетти приходит к выводу, что снижение налогов приводит к снижению финансового вклада богатых (что и происходило во Франции с конца 1990-х годов) и будет способствовать превращению владельцев крупных состояний в класс рантье. Эта тенденция приведёт к росту того, что он называет родовым капитализмом, в котором несколько семей контролируют бо́льшую часть богатства.
На основе статистических данных Пикетти показал, что эффект Лаффера, согласно которому высокие налоговые ставки на высокие доходы снижают стимул для богатых работать, вероятно был незначительным в случае с Францией.
Сопоставление разных стран
Пикетти сравнил состояние неравенства в других развитых странах. В сотрудничестве с другими экономистами, в частности, с Эммануэлем Саезом, он сопоставил статистические данные по той же методике, которую он использовал в своих исследованиях Франции. Результатом стал отчёт об эволюции неравенства в США и экономической динамике в англоязычном мире и континентальной Европе. За эту работу Саез получил престижную премию Джона Кларка.
Согласно полученным результатам, если на первом этапе после Второй мировой войны наблюдалось снижение экономического неравенства, то затем как в континентальной Европе, так и в англоговорящих странах по всему миру в течение последних тридцати лет проявляется углубление неравенства.
Критика кривой Кузнеца
В работе Пикетти критично рассматривает положения работ Саймона Кузнеца и его последователей. Кузнец выдвинул гипотезу о том, что в начале промышленной революции неравенство доходов сперва возрастает, но по мере роста экономики имеет тенденцию снижаться из-за перераспределения рабочей силы из отраслей с низкой производительностью труда (например, сельское хозяйство) в отрасли с более высокой производительностью (промышленность). Это предположение позже легло в основу кривой Кузнеца.
Пикетти считает, что отмечаемая Кузнецом в своих новаторских работах начала 1950-х годов тенденция не обязательно была продуктом глубинных экономических сил (например, межотраслевого перераспределения или последствий научно-технического прогресса). Вместо уменьшения разрыва в уровне заработной платы произошло уменьшение разницы в стоимости имущества и его доходности. И причины этого не были внутренне-экономическими (например, введение подоходного налога). В результате, снижение неравенства в доходах не обязательно будет продолжаться. На практике, неравенство в доходах резко выросло в США на протяжении последних тридцати лет, вернувшись к уровню 1930-х.
Другие работы
Пикетти опубликовал ряд работ в других областях, часто смежных с темой экономического неравенства. Например, в работе о школах утверждается, что различия между разными школами, особенно в размерах классов, является причиной сохранения неравенства в оплате труда. Он также опубликовал предложения по внесению изменений во французскую пенсионную систему и французскую налоговую систему. В беседе с лидером лейбористской партии Великобритании, он заявил, что без существенного влияния на экономику налоговые ставки можно поднять даже более 50 % для доходов свыше одного миллиона фунтов.
В работе «Углерод и неравенство: от Киото до Парижа» (2015 год, соавтор Лукас Шанель) рассматривается изменение глобального неравенства выработки углекислого газа (и других парниковых газов) в связи с политикой в области изменения климата. Авторы обращают внимание, что за время после подписания Киотского протокола существенно снижено неравенство генерации СО2 между странами, но при этом возросла неравномерность между социальными группами внутри отдельных стран. 10 % населения Земли с наиболее высокими доходами ответственны за почти половину глобального выброса СО2: в США к этой группе относится 60 % населения, в Евросоюзе — 27 %, в России — 20 %. Результаты исследования указывают на возможность сформулировать более адресную климатическую политику, которая, затрагивая относительно небольшую часть населения, позволила бы достичь достаточно радикального сокращения выбросов парниковых газов.
В октябре 2021 года Томас Пикетти заявил о франке КФА (используемом во франкоговорящей Западной и Центральной Африке): «Продолжение использования франка КФА в 2021 году — это форма аномалии».

### Капитал в XXI веке
Книга «Капитал в XXI веке» опубликована в 2014 году, рассматривает неравенство доходов в Европе и Соединенных Штатах начиная с XVIII века. Центральный тезис книги — неравенство не случайность, а скорее особенность капитализма. Концентрация богатства постоянно повышается и не происходит самокоррекции. Решить эту проблему можно только путём государственного вмешательства, например, предлагается перераспределение доходов через прогрессивный всеобщий налог на имущество.
После выхода книги Пикетти иногда считают марксистом и даже называют «современным Марксом». Но сам Пикетти считает, что его книга хотя и содержит критику, но лишь отражает историю капитализма, его рекомендации направлены на сохранение рыночной системы и демократии, а не на их разрушение. На вопрос журнала The New Republic о том, как на него повлиял Маркс, Пикетти сказал, что так и не смог прочитать его «Капитал» — он показался очень трудным для прочтения.
Капитал и идеология
Книга «Капитал и идеология» опубликована в 2019 году, рассматривает неравенство доходов в контексте всемирной истории и предлагает идеи реформирования экономической и политической системы для преодоления неравенства.
Краткая история равенства
Книга «Краткая история равенства» опубликована в 2021 году, суммирует в популярной форме основные идеи книг "Капитал в XXI веке" и "Капитал и идеология". Выдвигает идеи прогрессивного налога для физических лиц и ТНК, реформы системы международных отношений с целью уменьшения неравенства в глобальном масштабе.

## Награды
- Бронзовая медаль Национального центра научных исследований (2001)
- Yrjö Jahnsson Award[англ.] (2013)[33]
- British Academy Medal[англ.] (2014)

## Произведения
- К политической и исторической экономии. Размышления о капитале в XXI веке // Экономическая история. 2015. № 4. С. 7-19.
- Краткая история равенства = Une brève histoire de l'égalité. / Пер. с фр. В. Липки; под науч. ред. А. Павлова. — М.: АСТ, 2023 . — 381, [1] с.